# Carl Maria Artz
Carl Maria Artz (Düsseldorf, 10 de juny de 1887-Berlín, 21 de juliol de 1963) fou un director d'orquestra i compositor alemany.
Va estudiar amb Julius Buths i Otto Neitzel al Conservatori de Düsseldorf, amb Felix Draeseke al conservatori de Dresden i piano amb Josef Pembauer a Leipzig. A Alemanya, Noruega i Valetta va ocupar un lloc distingit com a director d'orquestra. La seva obra com a compositor compren, una òpera, el poema simfònic Am toten Maar, un quartet de corda i diverses peces per a piano.